# Cantonul Ribiers
Cantonul Ribiers este un canton din arondismentul Gap, departamentul Hautes-Alpes, regiunea Provence-Alpes-Côte d'Azur, Franța.

## Comune
- Antonaves
- Barret-sur-Méouge
- Châteauneuf-de-Chabre
- Éourres
- Ribiers (reședință)
- Saint-Pierre-Avez
- Salérans